# غريغ بيرن
غريغ بيرن هو سياسي كندي، ولد في 14 أبريل 1960 في كندا. حزبياً، نشط في الجمعية الليبرالية لنيو برونزويك ‏. وقد انتخب عضو الجمعية التشريعية لنيو برونزويك ‏.